# 2684 Douglas
2684 Douglas è un asteroide della fascia principale. Scoperto nel 1981, presenta un'orbita caratterizzata da un semiasse maggiore pari a 3,0511519 UA e da un'eccentricità di 0,0383433, inclinata di 9,93789° rispetto all'eclittica.